# Heartwell (Nebraska)
Heartwell es una villa ubicada en el condado de Kearney en el estado estadounidense de Nebraska. En el Censo de 2010 tenía una población de 71 habitantes y una densidad poblacional de 375,52 personas por km².

## Geografía
Heartwell se encuentra ubicada en las coordenadas 40°34′12″N 98°47′21″O / 40.57000, -98.78917. Según la Oficina del Censo de los Estados Unidos, Heartwell tiene una superficie total de 0.19 km², de la cual 0.19 km² corresponden a tierra firme y (0%) 0 km² es agua.

## Demografía
Según el censo de 2010, había 71 personas residiendo en Heartwell. La densidad de población era de 375,52 hab./km². De los 71 habitantes, Heartwell estaba compuesto por el 88.73% blancos, el 0% eran afroamericanos, el 0% eran amerindios, el 0% eran asiáticos, el 0% eran isleños del Pacífico, el 8.45% eran de otras razas y el 2.82% pertenecían a dos o más razas. Del total de la población el 18.31% eran hispanos o latinos de cualquier raza.